# Nicola Pisaniello
Nicola Pisaniello (Cervinara, 8 novembre 1975) è un tenore italiano.

## Biografia
Ha studiato con il mezzosoprano Anna Maria Rota e il tenore Arrigo Pola, già maestro di Luciano Pavarotti per poi seguire corsi con il tenore Carlo Bergonzi. Si è successivamente perfezionato con Alfredo Pinardi  nella città di Milano. Si distingue come primo tenore all'interno di produzioni minori dei teatri italiani ed europei. 

Il cantante è specializzato nel repertorio belcantistico, specialmente Gioachino Rossini (Il barbiere di Siviglia, La Cenerentola, Tancredi, Il viaggio a Reims) e Gaetano Donizetti (Lucia di Lammermoor, Lucrezia Borgia, L'elisir d'amore, Don Pasquale) con alcune incursioni nel Settecento con Don Giovanni e Così fan tutte di Mozart, La canterina di Haydn e Tito Manlio di Vivaldi. Si segnala inoltre in alcune riprese di opere poco rappresentate, quali Cendrillon di Pauline Viardot, Il cuoco e la madama di Giuseppe Sigismondi, L'amant anonyme di Joseph Boulogne.

I suoi impegni più recenti lo vedono impegnato nei ruoli comprimariali di Altoum (2017 e 2018 al Festival Puccini) e di Pong (2019 a Ferrara e Rovigo) in Turandot.

È stato docente di Masterclass internazionali di perfezionamento vocale presso i conservatori di Carabobo in Venezuela nel 2008, di Xi'an e di Tianjin in Cina nel 2013.

## Repertorio
| Ruolo              | Titolo                  | Autore     |
| ------------------ | ----------------------- | ---------- |
| Pollione           | Norma                   | Bellini    |
| Coline             | L'amant anonyme         | Boulogne   |
| Nemorino           | L'elisir d'amore        | Donizetti  |
| Gennaro            | Lucrezia Borgia         | Donizetti  |
| Edgardo Ravenswood | Lucia di Lammermoor     | Donizetti  |
| Ernesto            | Don Pasquale            | Donizetti  |
| Alcimo             | Debora e Sisara         | Guglielmi  |
| Don Pelagio        | La canterina            | Haydn      |
| Don Ottavio        | Don Giovanni            | Mozart     |
| Ferrando           | Così fan tutte          | Mozart     |
| Rodolfo            | La bohème               | Puccini    |
| F. B. Pinkerton    | Madama Butterfly        | Puccini    |
| Rinuccio           | Gianni Schicchi         | Puccini    |
| Altoum Pong        | Turandot                | Puccini    |
| Argirio            | Tancredi                | Rossini    |
| Lindoro            | L'italiana in Algeri    | Rossini    |
| Almaviva           | Il barbiere di Siviglia | Rossini    |
| Don Ramiro         | La Cenerentola          | Rossini    |
| Gelsomino Zefirino | Il viaggio a Reims      | Rossini    |
| Il Cuoco           | Il cuoco e la madama    | Sigismondi |
| Ismaele            | Nabucco                 | Verdi      |
| Duca di Mantova    | Rigoletto               | Verdi      |
| Manrico            | Il trovatore            | Verdi      |
| Alfredo Germont    | La traviata             | Verdi      |
| Le Prince          | Cendrillon              | Viardot    |
| Geminio            | Tito Manlio             | Vivaldi    |

### Discografia
| Anno | Titolo                                | Etichetta   |
| ---- | ------------------------------------- | ----------- |
| 2005 | Gli amici di Gesù di Giuseppe Zelioli | Kikko Music |
| 2014 | Romantic Arias                        | Kikko Music |